# Умм-Салаль (муніципалітет)
Баладіят Умм-Салаль (араб. أم صلال, англ. Umm Salal) — адміністративна одиниця у складі Катару. Адміністративний центр — місто Умм-Салаль. На території в 317,9 км² проживає 60,5 тис. катарців.

## Розташування
Баладіят Умм-Салаль знаходиться в центральній частині Катару, за 10 км від узбережжя Перської затоки та за 15 км від столиці країни і межує:
- на південному сході — зі столичним баладіятом Доха;
- з півдня і заходу — з баладіятом Ар-Раян;
- зі сходу — з баладіятом Аль-Даїян;
- з півночі — з баладіятом Аль-Хор.

## Історія
У середині ХХ століття сановники Катару задалися ціллю впорядкувати свої уділи адміністративно, тоді вони створили на базі історичних центрів держави кілька адміністративних одиниць і закріпили це в законі № 11 від 1963 року. Пізніше, в 1972 році, Шейх Мохаммед бін Джабер Аль Тані підписав законопроєкт № 19, яким розмежував кілька баладіятів, серед яких, зокрема, Умм-Салаль. А 29 листопада 1974 року вже було відкрито адміністративну будівлю в яку Шейх завів своїх чиновників.
Найвідоміші історичні місцини баладіяту:
- Замок Барзан замок в районі Умм Салал Мухаммеда.
- Новий замок Шейха Мохаммада бін Джасем Аль-Тані.

## Населення і поселення
Від початків свого заснування баладіят Умм Салаль динамічно розвивався, від 11 000 катарців в 1980-х роках до 60 00 жителів в 2010 році. Більшість його мешканців катарці, але й чимало емігрантів, які працюють в столиці країни. У зв'язку із зведенням нового модернового міста Лусаіл, в баладіяті вдвічі зросте кількість населення.
Загалом баладіят Умм-Салаль розділений на кілька зон:
- Бу Фассела (Bu Fasseela);
- Ізгава (Izghawa);
- Аль Каратіят (Al Kharaitiyat);
- Умм Салаль Алі (Umm Salal Ali);
- Умм Салаль Мохаммед (Umm Salal Mohammed).

Із відповідними населеними пунктами:
- Бу Фассела (Bu Fasseela);
- Ізгава (Izghawa);
- Умм Ебірег (Umm Abirieh);
- Аль Сахама (Al Sakhama);
- Аль Хееза (Al Kheesa);
- Аль Харатіят (Al Kharaitiyat);
- Умм Аль Амад (Umm Al Amad);
- Умм Обаірля (Umm Obairlya);
- Умм Ґарн (Umm Garn);
- Умм Салаль Алі (Umm Salal Ali);
- Умм Салаль Мохаммед (Umm Salal Mohammed)$
- Лусаіл Сіті (Lusail Sity);
- Лебаїб (Leabaib)
- Аль Ебб (Al Ebb)
- Джерйян Дженайхат (Jeryan Jenaihat)
- Радат Аль Гамама (Rawdat Al Hamama)
- Ваді Аль Васаах (Wadi Al Wasaah)
- Аль Месрохія (Al Masrouhiya)
- Ваді Лусаіл (Wadi Lusail)
- Умм К'ярн (Umm Qarn)
- Аль Дааєн (Al Daayen)

У 2004 році Шейх постановив сформувати новий баладіят із центром в Аль Дааєн і до якого долучили відповідно такі поселення:: Аль Сахама (Al Sakhama), Аль Хееза (Al Kheesa), Лусаіл Сіті (Lusail Sity), Лебаїб (Leabaib), Аль Ебб (Al Ebb), Джерйян Дженайхат (Jeryan Jenaihat), Радат Аль Гамама (Rawdat Al Hamama), Ваді Аль Васаах (Wadi Al Wasaah), Аль Месрохія (Al Masrouhiya), Ваді Лусаіл (Wadi Lusail), Умм К'ярн (Umm Qarn), Аль Дааєн (Al Daayen)

## Економіка
Баладіят Умм-Салаль, знаходячись неподалік столиці країни, приречений був стати його аграрним додатком, що й тривало багато століть до того. Але через економічне зростання Катару та надзвичайне розширення його столиці, Умм-Салаль опинився в північній околиці Дохи. Тому в межах баладіяту почали розміщатися промислові та економічні об'єкти країни.
На початку ХХ-го століття, було прийнято рішення про зведення нового модернового міста-супутника столиці країни, яке розміщалося би на території Умм-Салалю. Тому уся економіка та розвиток сучасного баладіяту Умм Салаль тепер пов'язані із зведенням цього унікального міста.